# Химическа промишленост
Химическата промишленост отрасъл на преработващата промишленост, обхващащ създаването на продукти чрез използването на химически процеси за преобразуването на органични и неорганични суровини.
В по-старите класификации на стопанските дейности към химическата промишленост се отнасят и някои сходни дейности, които днес са обособени в самостоятелни отрасли – нефтопреработваща промишленост, фармацевтична промишленост, производство на изделия от каучук и пластмаси.

## История
Въпреки че химикали се произвеждат и използват през голяма част от човешката история, зараждането на тежката химическа промишленост (производство на химикали в големи количества за различни приложения) съвпада с началното на Индустриалната революция като цяло.

### Индустриална революция
Един от първите масово произвеждани химикали чрез промишлени процеси е сярната киселина. През 1736 г. е разработен процес за добиването ѝ, включващ нагряването на селитра, което позволява на сярата да се оксидира и да взаимодейства с вода. Джон Роубък и Самюъл Гарбет първи основават голяма фабрика за производство на сярна киселина в Престонпанс, Шотландия, през 1749 г. В производствения процес те използват оловни кондензационни камери.
В началото на 18 век дрехите се избелват със стара урина или кисело мляко и поставянето им под слънчева светлина в продължение на дълго време. Сярната киселина започва да се използва като по-ефективно средство заедно с варовик към средата на столетието. Все пак, откриването на хлорната вар от Чарлз Тенант ускорява създаването на първата голяма химическа компания. Неговата смес от хлор и сух калциев хидроксид се оказва евтин и успешен продукт. Той открива фабриката си северно от Глазгоу, а производството му нараства от 52 тона през 1799 г. то почти 10 000 тона само пет години по-късно
Натриевият карбонат се използва от древността за производство на стъкло, платове, сапун и хартия, а източникът на поташ в Западна Европа е предимно пепелта от дървесина. Към 18 век този източник става все по-неикономичен, поради обезлесяването. Поради тази причина, Френската академия на науките обявява награда от 2400 ливри за разработването на метод за добиване на основи от морската сол. Процесът на Льоблан е патентован през 1791 г. от Никола Льоблан, който скоро след това построява завод в Сен Дени. Наградният фонд така и не му е връчен, поради настъпването на Френската революция. Впоследствие процесът на Льоблан става по-успешен във Великорбитания. Когато през 1824 г. данъците върху производството на сол са премахнати, британската карбонатна промишленост бързо се разраства и химическите цехове на Ливърпул и Глазгоу бързо се превръщат в най-големите центрове за химикали в света. Към 1870-те години британското производство на карбонати съставлява 200 000 тона годишно, което надминава това на всички останали страни в света, взети заедно.
С узряването на Индустриалната революция, големите фабрики започват да произвеждат все по-разнообразни химикали. В началото, големи количества вторични аклални продукти се изхвърлят в околната среда, което довежда до приемането на първите екологични регулации през 1863 г. Те включват строгото инспектиране на заводите и налагат тежки глоби върху компаниите, надхвърлящи допустимите граници на замърсяване. Скоро след това започва да се измислят методи за оползотворяването на вторичните продукти.
В Белгия, промишленият химик Ернест Солвей разработва т. нар. процес на Солвей през 1861 г. През 1864 г. той, заедно с брат си, построява завод в белгийския град Шарлероа, а през 1874 г. двамата отварят още по-голям завод в Нанси, Франция. Новият процес се доказва като по-икономичен и по-екологичен в сравнение с метода на Льоблан. Същата година Лудвиг Монд посещава Солвей, за да купи правата да използва процеса. След това отваря химически завод в Англия. Монд играе ключова роля в комерсиалния успех на процеса на Солвей. В периода 1873 – 1880 г. той внася промени по процеса, премахващи вторичните продукти, които биха могли да забавят или възпрепятстват производството на натриев кабонат.

### Разрастване
Към края на 19 век настъпва експлозивен растеж както в количеството продукция, така и в разнообразието на произвежданите химикали. Големи химически предприятия се зараждат в Германия, после и в САЩ.
Пътят на производството на изкуствени торове за селското стопанство е прокаран от сър Джон Лоус в построената му за целта лаборатория. През 1840-те години той основава голям завод близо до Лондон за производство на монокалциев фосфат. Процесът на вулканизация на каучука е патентован от Чарлз Гудиър в САЩ през 1840-те години. Първата синтетична боя е разработена от Уилям Хенри Пъркин в Лондон. Той частично преобразува анилин в сурова смес, която при извличане с алкохол, образува субстанция с наситен лилав цвят. Той също произвежда и първите синтетични парфюми. В крайна сметка обаче германската промишленост става тази, която бързо започва да доминира в областта на изкуствените бои. Немските компании BASF, Bayer и Hoechst произвеждат няколко различни вида бои и към 1913 г. промишлеността на Германия произвежда близо 90% от световния запас на бои и продава около 80% от продукцията си в чужбина. В САЩ, Хърбърт Хенри Дау използва електрохимия, за да получи химикали от солена вода, което се оказва комерсиален успех и помага за израстването на химическата промишленост в страната.
Петролната промишленост може да се проследи до нефтените съоръжения на Джеймс Йънг в Шотландия и Абрахам Пинео Геснер в Канада. Първата пластмаса е изобретена от английския металург Александър Паркс. През 1856 г. той патентова целулоид, базиран на нитроцелулоза, третирана с различни разтворители. Промишлената употреба на сапун от растителни масла е започната от братята Левър през 1885 г. в Ланкашър и се основава на химичен процес, включващ глицерин и растителни масла.
Към 1920-те години някои химически компании започват да се сливат в големи конгломерати; IG Farben в Германия, Rhône-Poulenc във Франция и Imperial Chemical Industries във Великобритания. DuPont става голяма химическа фирма в началото на 20 век в САЩ.
В днешно време химическото производство е високотехнологична промишленост, където конкурентоспособността зависи повече от капацитета за инвестиране в изследвания и разработки, отколкото от цената на труда.

## Технология
От инженерна гледна точка, химическата индустрия включва употребата на химически процеси: химически реакции и методи за рафиниране, при които се получава широка гама от твърди, течни и газообразни материали. Повечето от тези продукти служат за производството на други предмети, макар малка от част от тях (разтворители, пестициди, луга, натриев карбонат и цимент) да са пригодни директно за консуматорския пазар.
Промишлеността включва производството на неорганични и органични химикали, керамика, петролни химикали, селскостопански химикали, полимери, каучук (еластомери), олеохимикали (масла, мазнини, восък), експлозиви и аромати.
| Вид на продукта        | Примери                                                          |
| ---------------------- | ---------------------------------------------------------------- |
| неорганични промишлени | амоняк, хлор, натриев хидроксид, сярна киселина, азотна киселина |
| органичнин промишлени  | акрилонитрил, фенол, етилен оксид, карбамид                      |
| керамика               | силициев диоксид                                                 |
| петролни               | етилен, пропилен, бензен, стирен                                 |
| селскостопански        | тор, инсектициди, хербициди                                      |
| полимери               | полиетилен, бакелит, полиестер                                   |
| еластомери             | полиизопрен, неопрен, полиуретан                                 |
| олеохимикали           | соево олио, стеаринова киселина                                  |
| експлозиви             | нитроглицерин, амониев нитрат, нитроцелулоза                     |
| аромати                | бензил бензоат, кумарин, ванилин                                 |
| промишлени газове      | азот, кислород, ацетилен, диазотен оксид                         |

Въпреки че фармацевтичната индустрия често се счита за част от химическата промишленост, тя има много различни характеристики, които я поставят в отделна категория. Други тясно свързани с химическата промишленост отрасли са производството на нефт, стъкло, боя, мастило, лепило и храна.
В химическите заводи, чрез химически процеси се образуват нови вещества в различни видове съдове за реакция. В повечето случаи, реакциите се случват в специално антикорозионно оборудване под високи температура и налягане в присъствието на катализатори. Продуктите от реакциите се отделят посредством различни техники, сред които: дестилация, утаяване, кристализация, дсорбция, филтрация, сублимация и сушене.
Процесите и продуктите от тях обикновено се тестват по време на и след производството чрез специално предназначени инструменти на място и лаборатории за контрол на качеството, за да се осигури безопасна работна среда и че продуктът съответства на изискваните спецификации. Много организации използват и специален софтуер, за да поддържат качеството на продуктите си и производствените си стандарти.
Продуктите се опаковат и доставят по различни начини: тръбопроводи, цистерни, резервоари, барабани, бутилки и контейнери. Химичните компании често разполагат с лаборатории за научноизследователска и развойна дейност, които разработват и тестват различни процеси и продукти. Те могат да се намират далеч от самите производствени мощности.
Химическата промишленост е суровиноемък и енергоемък отрасъл. Изграждането на мощностите му изисква големи капиталовложения, а повечето от производствата са замърсители на природната среда.

## Производство
Полимери и пластмаси като поливинилхлорид, полиетилен, полистирен, полипропилен, поликарбонат, полиетилентерефталат и други представляват към 80% от световната крайна (към потребителите) индустрия.
Веществата се използват, за да се произведе широка разнообразност от потребителски стоки и сервизни индустрии. Химическата промишленост използва 26% от собственото си производство. Търсени стоки измежду водещите индустриални купувачи включват гума, пластмасови продукти, текстил, дрехи, хартия и основни метали. Широко разпространени стоки за бита са сапуните, перилните препарати и козметиката.
Тази индустрия се оценява световно на 3 трилиона долара, като Азия (Китай, Япония, Южна Корея, Индия), Европа (Германия, Франция, Великобритания, Италия) и САЩ са най-големите производители на световно ниво. Най-голямата химическа компания в света по продажби е немската BASF (63,7 млрд. долара за 2015 г.).

### В България
В България, химическата промишленост започва да се развива от края на 19 век с инвестиции от чуждестранни фирми. С началото на 20 век започват работа множество дребни предприятия, разчитащи на местните суровини и произвеждащи основно стоки за бита. След края на Втората световна война започва бурно развитие на отрасъла, когато са построени повечето от големите химически заводи в страната. Все пак, много от новопостроените заводи не разполагат с пречиствателни съоръжения, което довежда до значителни екологични проблеми в тяхната околност. В същото време, в технологично отношение те значително отстъпват от европейските конкуренти.